# Architis robusta
Architis robusta är en spindelart som beskrevs av James E. Carico 1981. Architis robusta ingår i släktet Architis och familjen vårdnätsspindlar. Inga underarter finns listade i Catalogue of Life.